# Bart Nieuwkoop
Bart Nieuwkoop (Bergen op Zoom, Brabante Septentrional, Países Bajos, 7 de marzo de 1996) es un futbolista neerlandés que juega de defensa en el Feyenoord de la Eredivisie.

## Trayectoria
Se formó como jugador en las inferiores del Feyenoord de Róterdam. Debutó en el primer equipo el 4 de octubre de 2015 contra el De Graafschap, donde fue titular.
El 30 de agosto de 2019 el Willem II logró su cesión hasta final de temporada.
Abandonó el Feyenoord de manera definitiva al finalizar la temporada 2020-21 para marcharse al Union Saint-Gilloise. Allí estuvo algo más de dos años antes de regresar a Róterdam en agosto de 2023.

## Selección nacional
Ha representado a los Países Bajos en la categoría sub-19.

## Estadísticas

### Clubes
Actualizado al último partido disputado el 6 de noviembre de 2024.
| Club                           | Div.          | Temporada     | Liga  | Liga  | Copas nacionales | Copas nacionales | Copas internacionales | Copas internacionales | Total | Total |
| Club                           | Div.          | Temporada     | Part. | Goles | Part.            | Goles            | Part.                 | Goles                 | Part. | Goles |
| ------------------------------ | ------------- | ------------- | ----- | ----- | ---------------- | ---------------- | --------------------- | --------------------- | ----- | ----- |
| Feyenoord · Países Bajos       | 1.ª           | 2015-16       | 5     | 0     | 0                | 0                | ―                     | ―                     | 5     | 0     |
| Feyenoord · Países Bajos       | 1.ª           | 2016-17       | 13    | 0     | 1                | 0                | 2                     | 0                     | 16    | 0     |
| Feyenoord · Países Bajos       | 1.ª           | 2017-18       | 14    | 0     | 3                | 0                | 4                     | 0                     | 21    | 0     |
| Feyenoord · Países Bajos       | 1.ª           | 2018-19       | 13    | 0     | 4                | 0                | 2                     | 0                     | 19    | 0     |
| Feyenoord · Países Bajos       | 1.ª           | 2018-19       | 0     | 0     | 0                | 0                | 1                     | 0                     | 1     | 0     |
| Willem II · Países Bajos       | 1.ª           | 2019-20       | 17    | 0     | 3                | 0                | ―                     | ―                     | 20    | 0     |
| Willem II · Países Bajos       | Total club    | Total club    | 17    | 0     | 3                | 0                | 0                     | 0                     | 20    | 0     |
| Feyenoord · Países Bajos       | 1.ª           | 2020-21       | 15    | 0     | 1                | 0                | 3                     | 0                     | 19    | 0     |
| Union Saint-Gilloise · Bélgica | 1.ª           | 2021-22       | 38    | 4     | 1                | 0                | ―                     | ―                     | 39    | 4     |
| Union Saint-Gilloise · Bélgica | 1.ª           | 2022-23       | 35    | 3     | 5                | 1                | 11                    | 0                     | 51    | 4     |
| Union Saint-Gilloise · Bélgica | 1.ª           | 2023-24       | 2     | 0     | 0                | 0                | 0                     | 0                     | 2     | 0     |
| Union Saint-Gilloise · Bélgica | Total club    | Total club    | 75    | 7     | 6                | 1                | 11                    | 0                     | 92    | 8     |
| Feyenoord · Países Bajos       | 1.ª           | 2023-24       | 21    | 1     | 4                | 1                | 5                     | 0                     | 30    | 2     |
| Feyenoord · Países Bajos       | 1.ª           | 2024-25       | 5     | 0     | 1                | 1                | 1                     | 0                     | 7     | 1     |
| Feyenoord · Países Bajos       | Total club    | Total club    | 86    | 1     | 14               | 2                | 18                    | 0                     | 118   | 3     |
| Total carrera                  | Total carrera | Total carrera | 178   | 8     | 23               | 3                | 29                    | 0                     | 230   | 11    |

## Palmarés

### Títulos nacionales
| Título                        | Club      | País         | Año     |
| ----------------------------- | --------- | ------------ | ------- |
| Copa de los Países Bajos      | Feyenoord | Países Bajos | 2015-16 |
| Eredivisie                    | Feyenoord | Países Bajos | 2016-17 |
| Supercopa de los Países Bajos | Feyenoord | Países Bajos | 2017    |
| Copa de los Países Bajos      | Feyenoord | Países Bajos | 2017-18 |
| Supercopa de los Países Bajos | Feyenoord | Países Bajos | 2018    |
| Copa de los Países Bajos      | Feyenoord | Países Bajos | 2023-24 |
| Supercopa de los Países Bajos | Feyenoord | Países Bajos | 2024    |